# Bjeloperica
Bjeloperica (Servisch cyrillisch Бјелоперица) is een plaats in de Servische gemeente Kosjerić. De plaats telt 314 inwoners (2002).